# Sankt Mikaelskyrkan i marsklandet
Sankt Michaelskyrkan i marsklandet (slovenska: Sveti Mihael na Barju), är kyrkobyggnad i Črna vas i Slovenien, ritad av Jože Plečnik.
Sankt Michaelskyrkan i marsklandet byggdes 1937-38 i byn Črna vas (Svarta byn) nära floden Ljubljanica, strax söder om Ljubljana. Den är församlingskyrka för en romersk-katolsk församling i Ljubljana stift.
Byggnaden är ritad av Jože Plečnik för dennes systerson Karl Matkovič, som var kyrkoherde i Črna vas. Eftersom kyrkan är byggd på sank mark, är kyrkan byggd i en lätt konstruktion med stenklädda timmerväggar och träinteriör. Kyrkotornet är byggt i sten och tegel. På den östra fasaden framför kyrkan och tornet finns en lång och bred trappa i betong på valv. Denna leder, via en öppning i form av en triumfbåge in i det syd-nordorienterade kyrkorummet en trappa upp. I markplanet finns en kyrkoherdebostad.
Kyrkan är ett av Jože Plečniks mest fantasifulla byggnadsverk. Interiören hämtar drag från japanska shintotempel.